# Адам, Альбрехт
Альбрехт Адам (16 апреля 1786 — 28 августа 1862) — баварский художник, наиболее известный тем, что в составе Великой армии Наполеона участвовал в походе на Россию в 1812 году в качестве официального художника штаба  IV (итальянского) корпуса. На протяжении всей кампании, Адам делал наброски и рисунки, запечатлев многие важные события похода. Позднее многие из этих набросков легли в основу полноценных картин, причём к сюжетам из Наполеоновских войн, очевидцем которых он был, Адам обращался вплоть до конца своей весьма долгой жизни. Альбрехт Адам также являлся автором мемуаров, в которых он подробно описал Бородинскую битву и ряд других ключевых событий войны 1812 года. 

## Биография
Альбрехт Адам родился в 1786 году в Нердлингене, в то время маленьком независимом государстве на юге Германии, в семье кондитера Иеремии Адама и Маргареты Тило. Его младший брат, Генрих Адам (1787-1862), также будущий художник, появился на свет в следующем году. Талант Альбрехта к живописи проявился в раннем возрасте: уже в 14 лет, в 1800 году он рисовал французские войска, марширующие через Южную Германию. Первоначально Адам был учеником кондитера, но уже в 1803 году поступил в Академию изящных искусств в Нюрнберге, где обучался рисованию у Кристофа Цвингера (1764-1813). В июле 1807 года он переехал в Мюнхен, столицу Баварии, где учился у художника-баталиста Йохана Лоренца Ругендаса II (1775-1826), отца Морица Ругендаса (1802—1858), который позднее, в свою очередь, учился у Адама.
В 1809 году Австрия вступила в очередной военный конфликт с Францией и союзной ей Баварией, который закончился полной победой Франции. Адам, проживавший в то время в Баварии, сопровождал победоносную армию в Вену, и создал ряд батальных набросков, начав тему, которая позже будет доминировать в его карьере. Во время своего краткого пребывания в Вене, молодой художник познакомился с принцем Евгением де Богарне, вице-королем Италии, пасынком Бонапарта, и его супругой принцессой Августой Баварской. Молодого художника пригласили в миланский дом принца Евгения в качестве придворного живописца. В его обязанности входило сопровождать Евгения и его штаб в военных кампаниях по всей Европе.

## Поход на Москву
В 1812 году Адам сопровождал принца Евгения в качестве художника во время похода в Россию. Он получил офицерское звание и был прикреплен к топографическому бюро Евгения, небольшому подразделению инженеров, картографов и чертежников, которое было создано в 1801 году. Адам путешествовал с IV корпусом, состоящим в основном из итальянских войск. Во время продвижения Великой армии по Европе и России Адам много рисовал. Он создал изображения с натуры нескольких городов и местечек Белоруссии, был свидетелем сражения под Островно, Смоленского и Бородинского сражения, был в составе войск, вошедших в Москву. После этого Адам вернулся в Германию, не дожидаясь отступления армии, и тем самым избежал ужасов отступления. Он вернулся в Мюнхен уже в декабре 1812 года, когда последние остатки Великой армии всё еще выбирались из России.
После этого, Адам оставался в штате принца Евгения еще три года, в течение которых изготовил множество литографий, откровенно и без прикрас изображающих события войны, которым сам художник был свидетелем.

## Дальнейшая карьера
В 1815 году, когда Наполеоновские войны подходили к концу, Адам переехал на постоянное жительство в Мюнхен, где стал придворным художником Максимилиана I Баварского. Эта должность позволила ему выполнять заказы для многих известных семей в Баварии и Австрии. Студия Альбрехта Адама стала центром для начинающих художников, не в последнюю очередь его трех сыновей: Бенно, Евгения и Франца. Теодор Горшельт, который позже стал известен своими картинами, изображающими Кавказскую войну, также часто посещал студию Адама.
В 1824 году скончался принц Евгений Богарне, который после поражения Наполеона, остался жить в Баварии на положении почётного гостя своего тестя. После этого Адам вернулся к тематике Наполеоновских войн и в 1828 — 1833 годах издал в Мюнхене серию литографий под названием «Voyage pittoresque et militaire». Литографии, основанные на оригинальных набросках, отличались значительной достоверностью, а их изданию сопутствовал коммерческий успех.   
Королевское покровительство Адаму продолжалось и при следующем короле. Людвиг I, в частности, заказал художнику изображение Бородинской битвы для своей мюнхенской резиденции (в 1838 году). Адам также написал для принца Максимилиана Лейхтенбергского, сына принца Евгения, двенадцать батальных сцен, которые тот разместил в своём дворце в Санкт-Петербурге.
18 марта 1848 года миланцы восстали против австрийского владычества в течение так называемых пяти дней Милана. Австрийцы были вынуждены отступить из Милана, в то время как повстанцы получили военную помощь от королевства Сардиния. Однако, австрийские войска под предводительством фельдмаршала Йозефа Радецкого вскоре оправились, и разгромили сардинские войска, сперва в  Первой битве при Кустоце, а затем снова, в битве при Новаре, после чего заняли Милан. Альбрехт Адам написал серию картин, которые изображали эти события, включая парадное полотно, изображающее Радецкого со своим штабом перед падением Милана.
В 1859 году весьма пожилой Адам последовал за армией Наполеона III  во время Итальянской кампании против Австрии, создав серию рисунков и эскизов. Вернувшись в Мюнхен, он написал картины «Битва при Ландсхуте в 1809» (1859) и «Битва при Цорндорфе в 1758» (1860) для 
Максимилиана II Баварского.
Вплоть до своей смерти Адам оставался широко известным баталистом, чью старость скрашивали успехи его сыновей. 16 августа 1862 года он скончался в Мюнхене, на полгода позже младшего брата. 
Ряд рисунков и картин Адама сегодня находятся в Государственном Эрмитаже в Санкт-Петербурге.

## Галерея

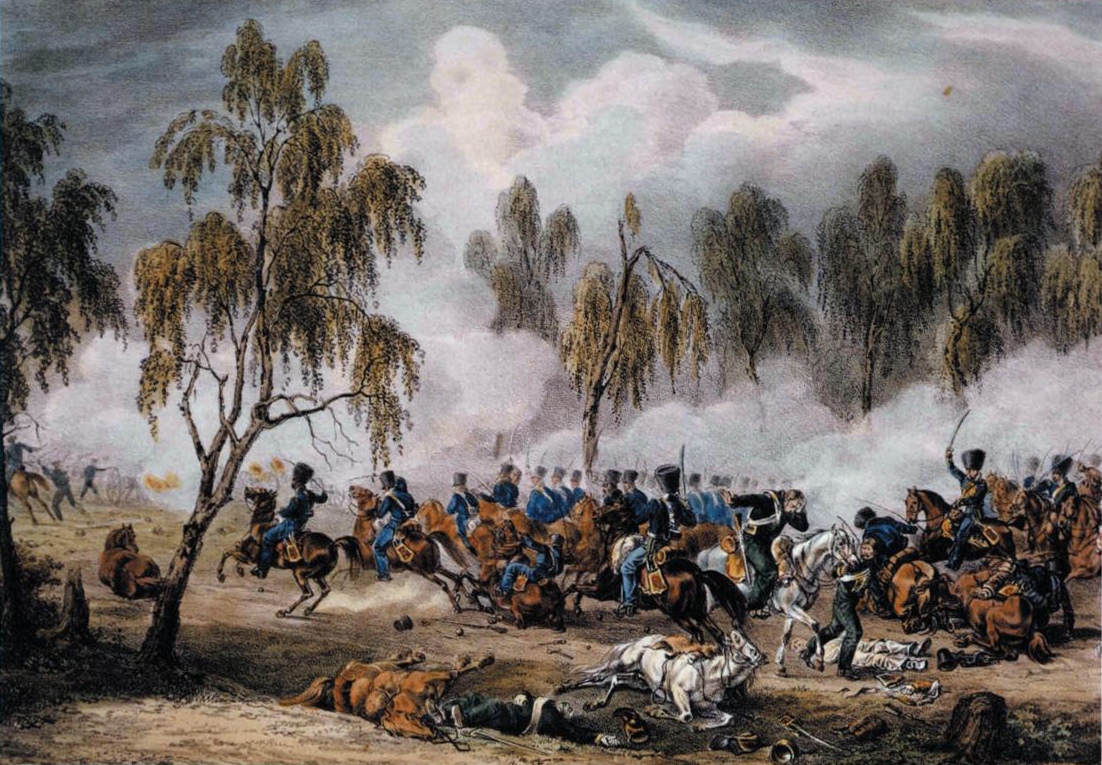
Бой при Островно.
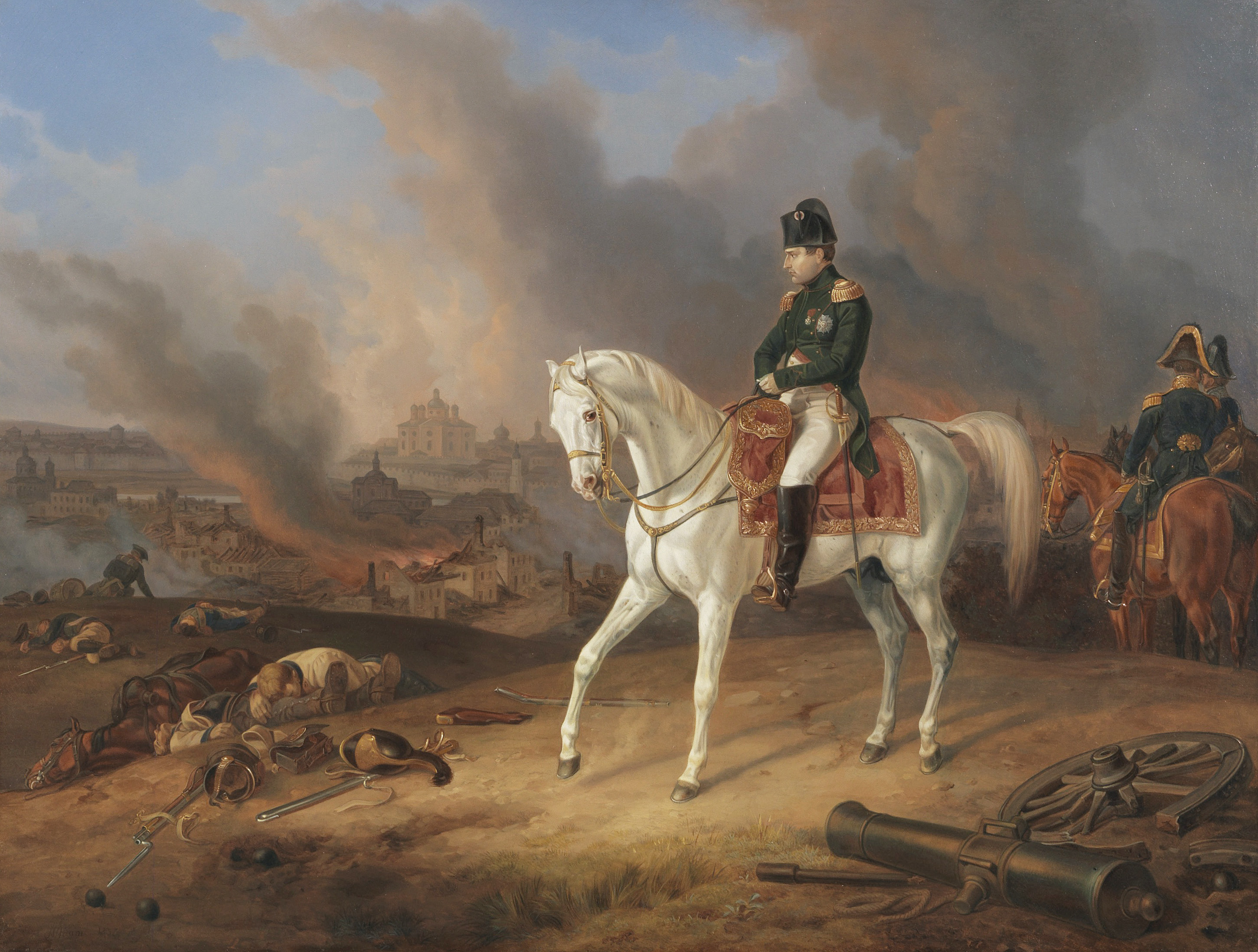
Наполеон на фоне горящего Смоленска.
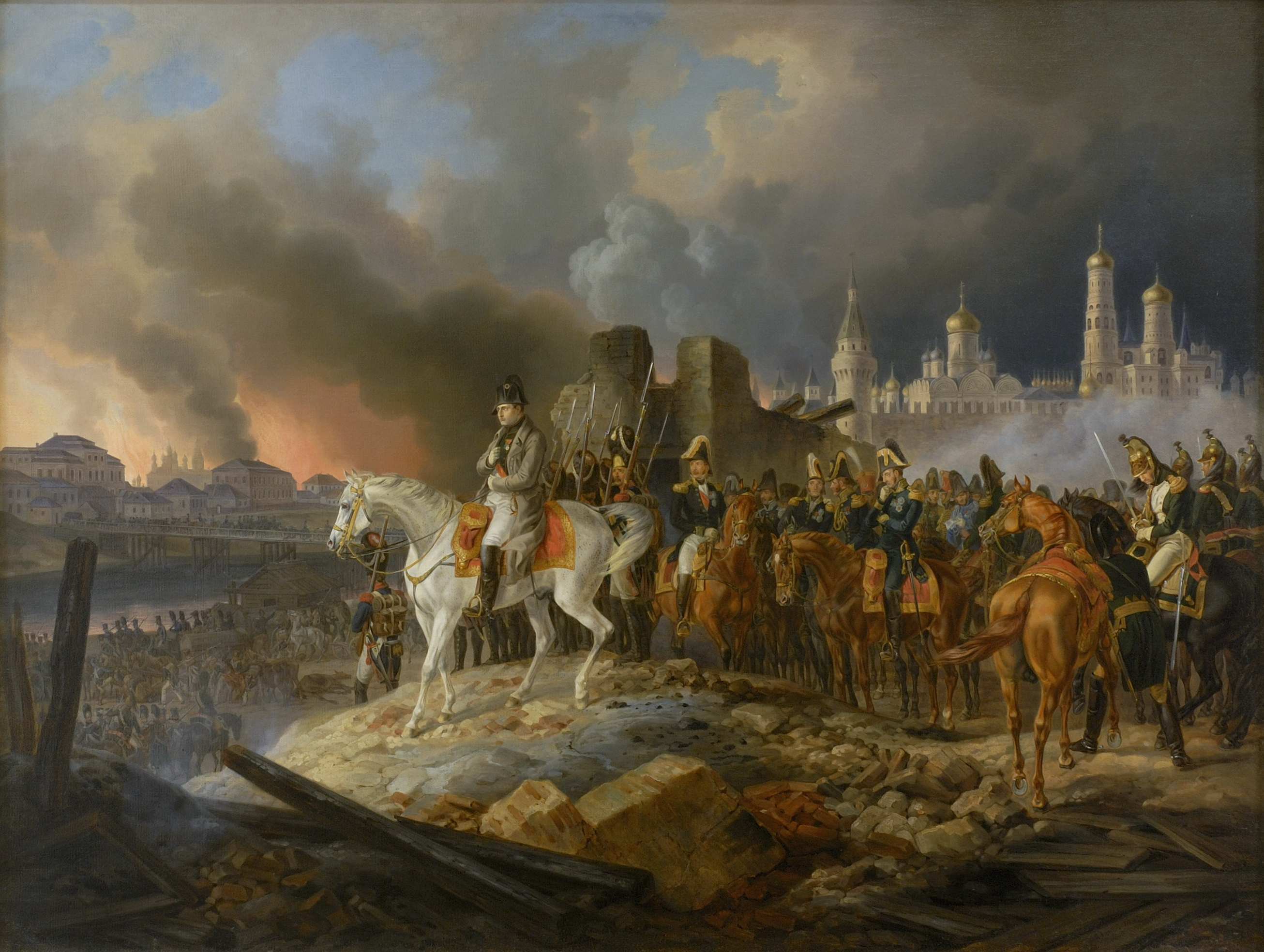
Наполеон со штабом в горящей Москве. Евгений Богарне — верхом, первый справа от Наполеона.
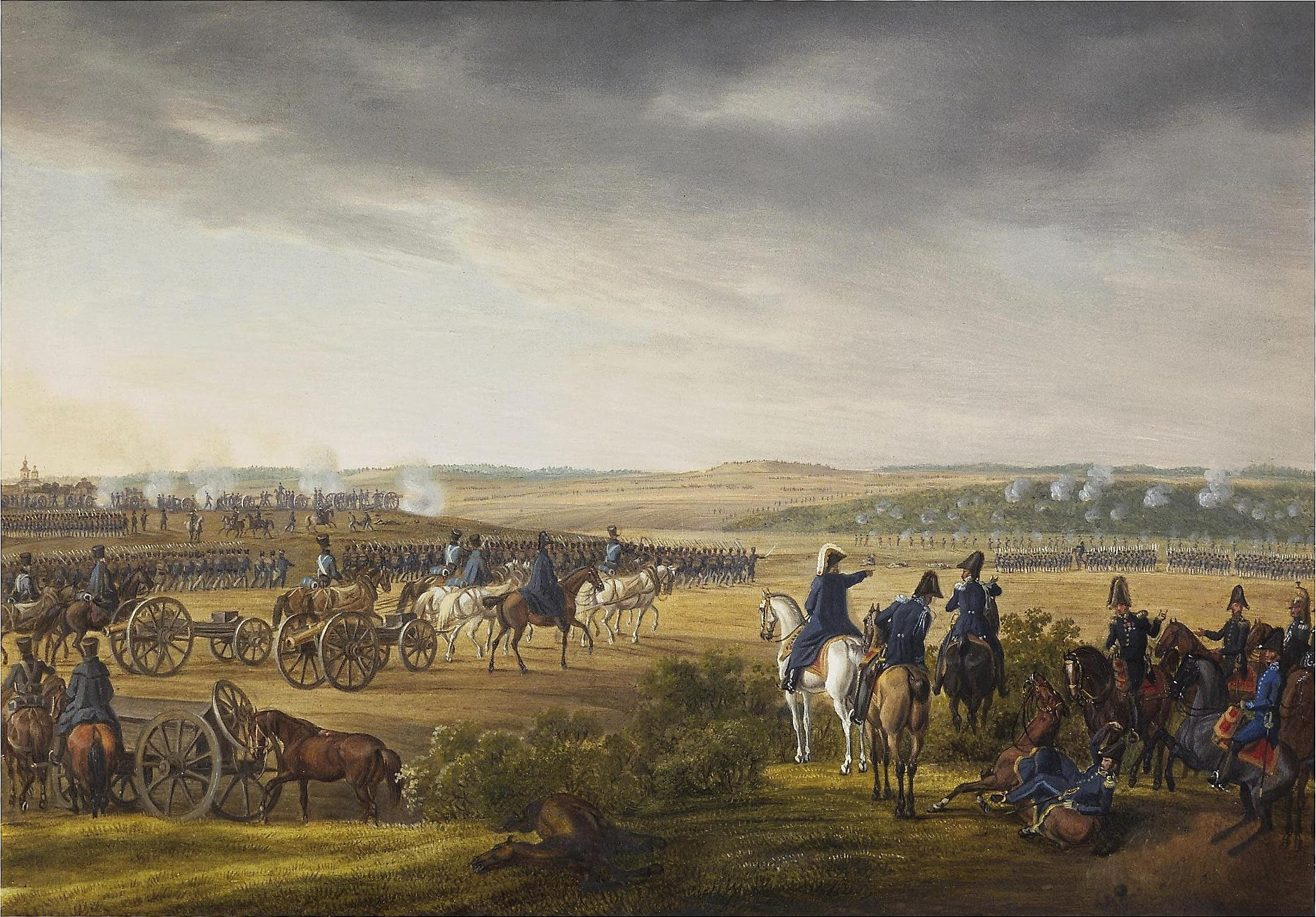
Битва при Бородино.
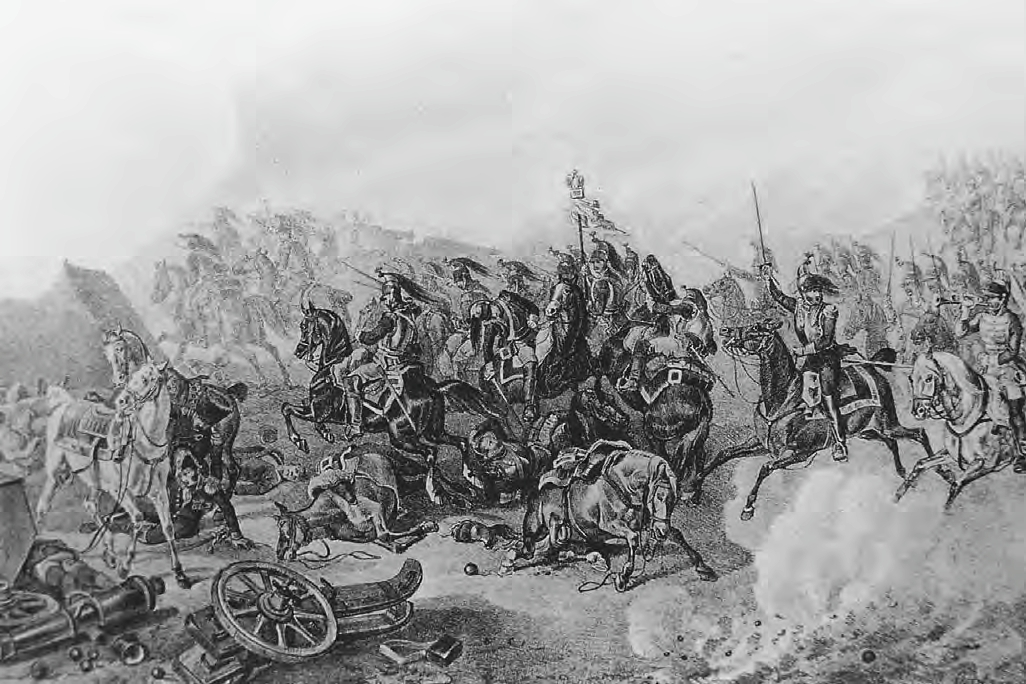
Бородино. Атака французских кирасир.
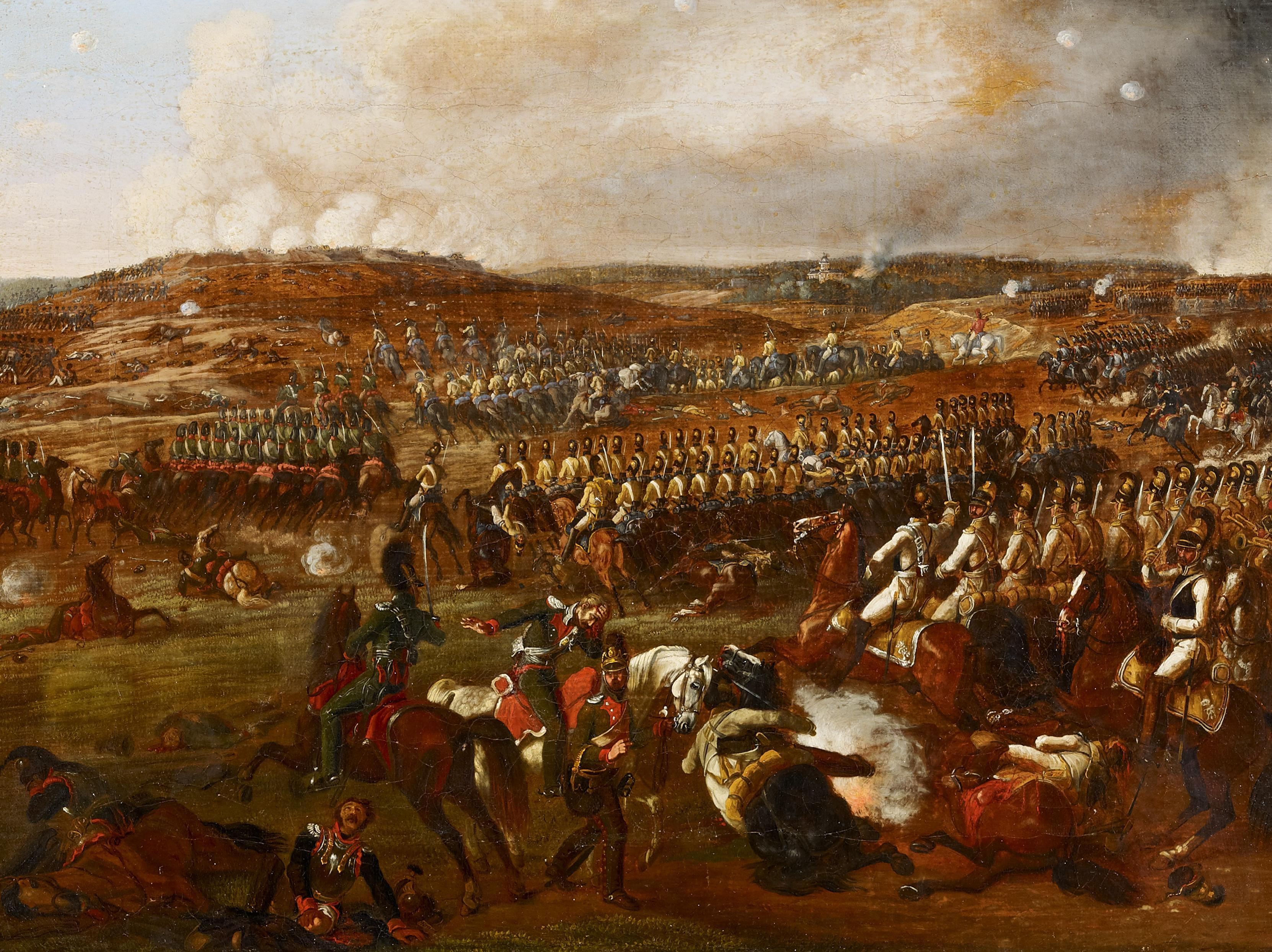
Бородино.
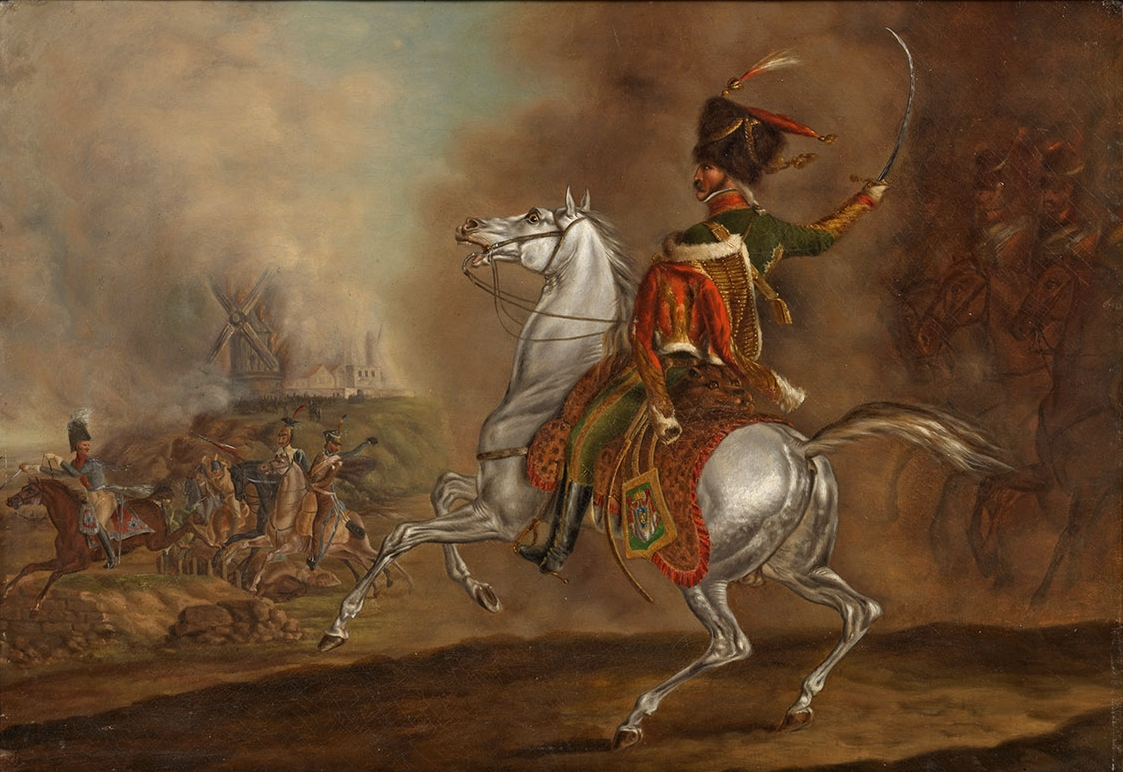
Конный егерь наполеоновской гвардии.
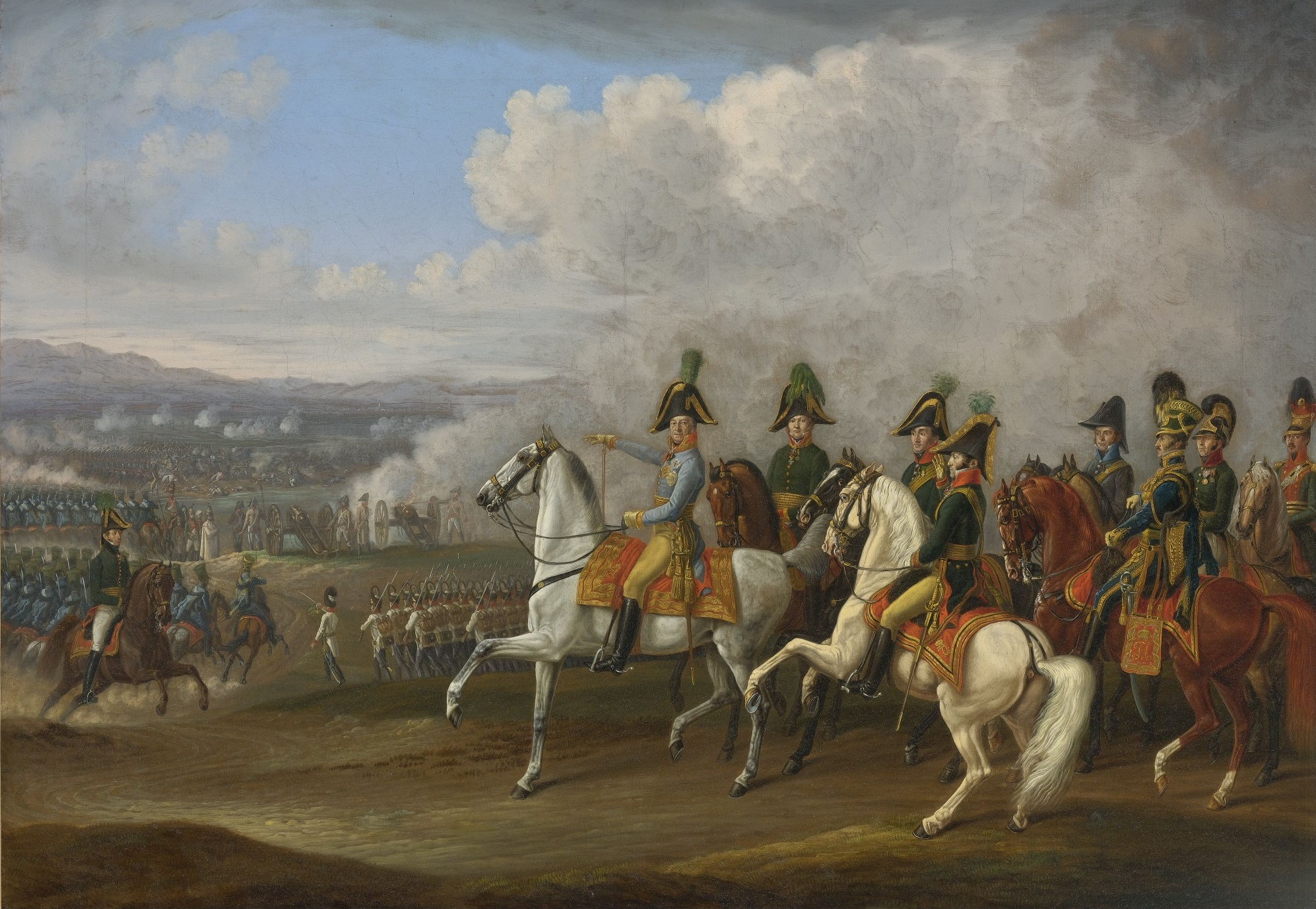
Австрийский фельдмаршал Беллегард со штабом.
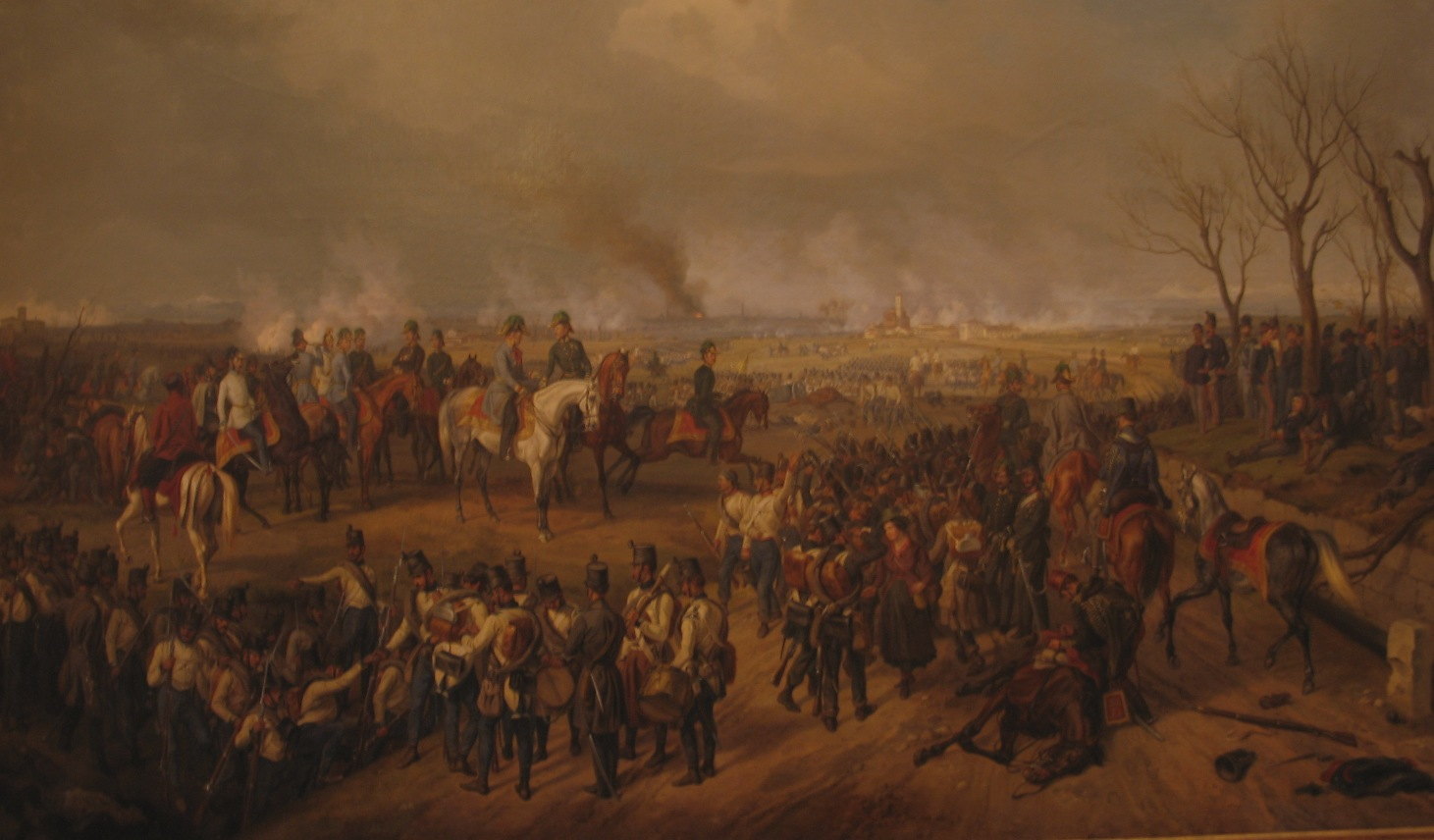
Австрийский фельдмаршал Радецкий в битве при Новаре.
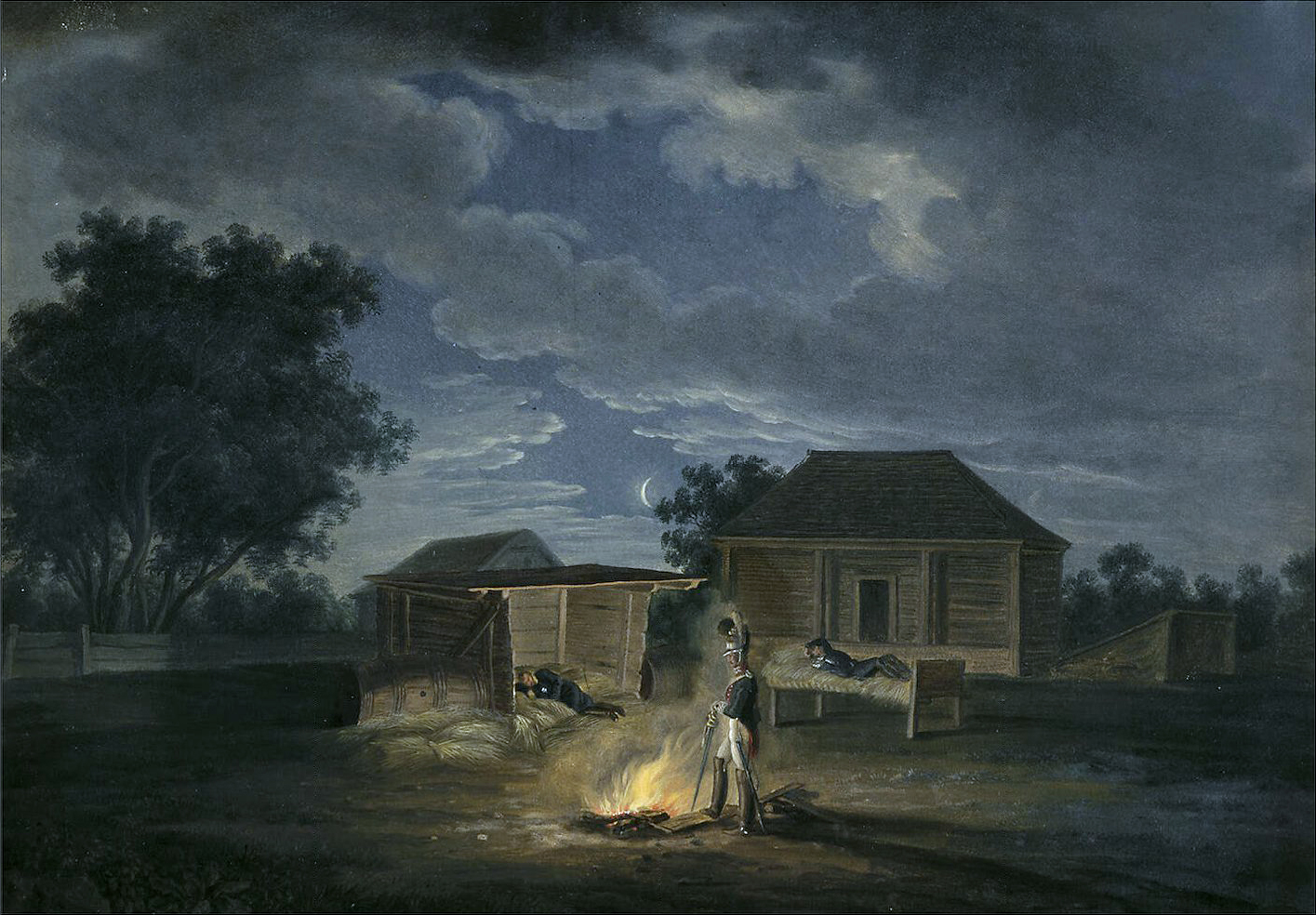
Французский бивуак в белорусской деревне.
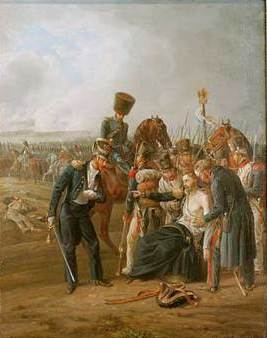
Раненый генерал Жан Рапп при Бородино.
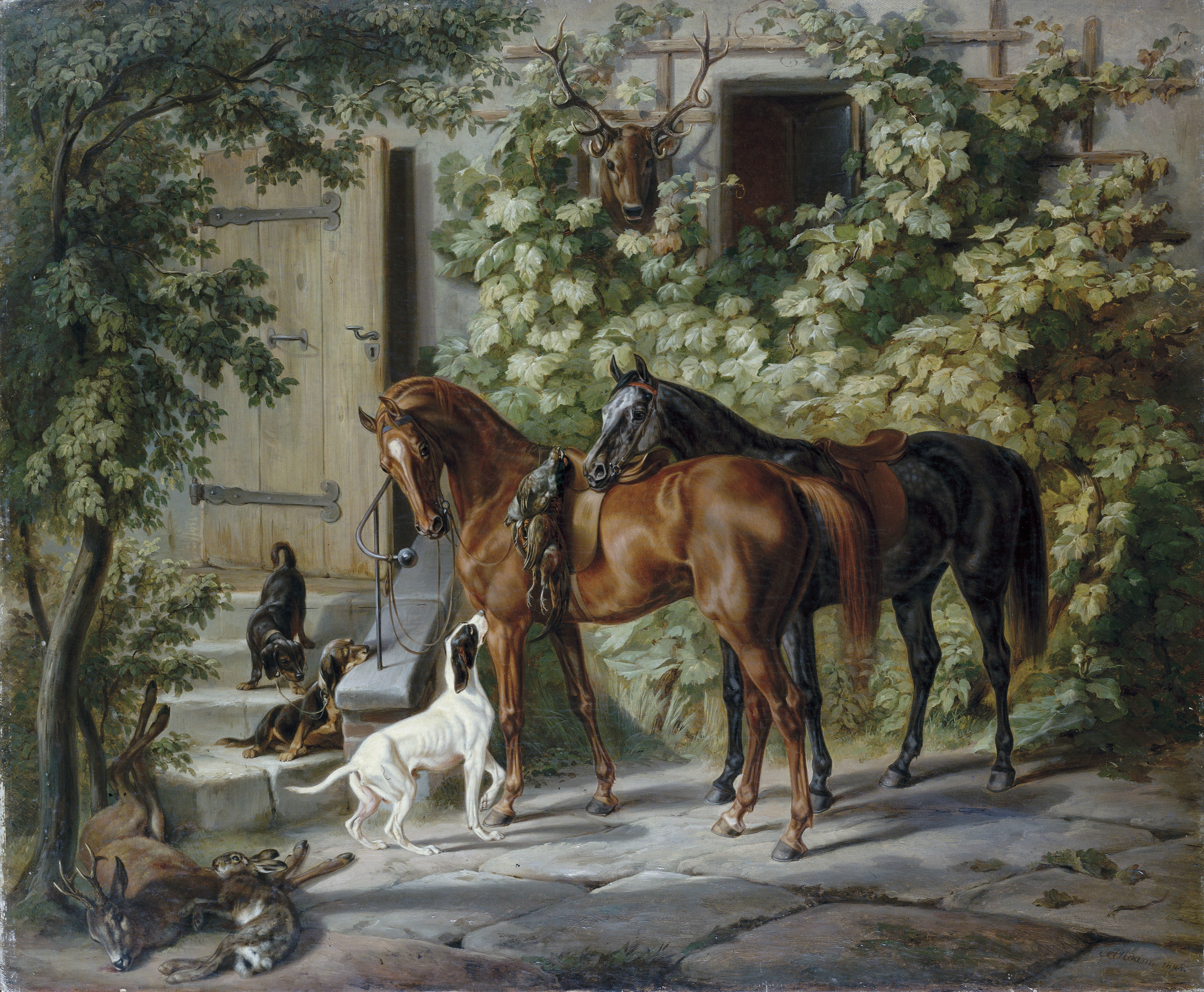
Лошади и собаки. 1843, Государственный Эрмитаж.